# Neoitamus ishiharai
Neoitamus ishiharai är en tvåvingeart som beskrevs av Motozi Tagawa 1981. Neoitamus ishiharai ingår i släktet Neoitamus och familjen rovflugor. Inga underarter finns listade i Catalogue of Life.